# ريتشارد دبليو. هابل
ريتشارد دبليو. هابل هو قاضي وسياسي أمريكي، ولد في 8 نوفمبر 1840، وتوفي في 5 أبريل 1910. انتخب عضو جمعية ولاية ويسكونسن ‏.